# Cygwin/X

Cygwin/X es um servidor de ecrã

Cygwin/X  é uma implementação do X Window System, que é executado sob o Microsoft Windows. É parte do projeto Cygwin, é instalado usando o sistema padrão de instalação do Cygwin. Cygwin/X é um software livre, licenciado sob a Licença X11.
Cygwin/X foi originalmente baseado no XFree86, mas mudou para o servidor X.Org, devido a preocupações com nova licença de software XFree86 não é compatível com a GPL.
Após uma longa pausa na sequência de um lançamento 8 de julho de 2005, o projeto foi revitalizado e os desenvolvedores de lançar uma versão baseada na versão  modular 7.4 X.org, em 12 de novembro de 2008 e continuar a mantê-lo.

## Recursos
Existem duas formas de executar o Cygwin/X:
Em um deles, um servidor X roda em uma única janela do Microsoft Windows que serve como o display do X, que detém o X da janela principal e todas as outras janelas X na sessão X. Você pode usar um gerenciador de janelas X para gerenciar as janelas X no display. Você pode executar vários servidores X, cada um em sua própria janela do Microsoft Windows.
O outro método é executar o Cygwin/X desenraizados. Neste método, cada janela X corresponde com a sua própria janela do Windows da Microsoft e não há nenhuma janela raiz. Não há nenhum gerenciador de janelas X, Microsoft Windows move "gerenciador de janelas, redimensiona, ocultar, etc. 

## Usos
Um uso para o Cygwin/X é fornecer uma interface gráfica para aplicações rodando no mesmo computador com o Cygwin/X, que são projetados para o X Window System. Tal aplicação está rodando Cygwin.
Outro uso para o Cygwin/X é como um terminal X: aplicativos em execução em um outro acesso ao computador do Cygwin/X servidor X através do protocolo X sobre um IP de rede. Pode-se executar o XDM no sistema remoto de modo que um usuário pode fazer logon no computador remoto através de uma janela no sistema Cygwin/X e em seguida, o sistema remoto coloca navegadores, janelas de terminal, e assim por diante na tela Cygwin/X.
Outra forma comum para uma aplicação em um sistema remoto para operar através de uma janela em um local de exibição Cygwin/X é tunelamento SSH. Um aplicativo no sistema local cria uma sessão SSH no sistema remoto (talvez o aplicativo é xterm e o usuário digita um comando 'ssh'). O servidor SSH no sistema remoto define as coisas de modo que qualquer programa de cliente X a casca começa (no sistema remoto) usa o servidor local Cygwin/X.